# Androsace muscoidea
Espèce
Androsace muscoidea est une espèce de plantes à fleurs de la famille des Primulacées.